# Georg Stage (dokumentarfilm)
|  | Denne artikel er oprettet af botten Steenthbot ud fra en ekstern database. Den kan derfor have sproglige fejl eller mangler. Denne skabelon kan fjernes efter kontrol af indholdet. |

Georg Stage er en dansk dokumentarfilm fra 1941.

## Handling
Dansk søfart og danske søfolk er kendt og respekteret verden over. Det kan bl.a. tilskrives den uddannelse, man kan tage på skoleskibet "Georg Stage".  Et hårdt og krævende forløb, hvor drenge bliver til stolte sømænd. Filmen skildrer livet ombord på skibet for de 80 elever, der deltager i uddannelsen: Deres dag begynder med morgentoilette, parade med eftersyn og gymnastik på dækket. Så tages der fat i undervisningen. Her lærer eleverne bl.a. om sejlføring. Gongongen lyder, og så er det spisetid. Når maden er indtaget, er det hviletid. Drengene slapper af, tager solbad og klipper hinandens hår på ubehjælpsom maner. Tilbage til alvoren. Ankeret skal trækkes op, og det gøres ved håndkraft. Sejlene sættes, roret passes, der loddes, skibet vendes, og der arbejdes med redningsbåde. Er vejret for hårdt til at sejle, eller er der vindstille, giver eleverne sig i kast med tovværksarbejde og sejllapning.